# Morebilus tambo
Morebilus tambo is een spinnensoort uit de familie Trochanteriidae. De soort komt voor in Queensland.